# زندگی با مایکی
زندگی با مایکی (به انگلیسی: Life with Mikey) فیلمی محصول سال ۱۹۹۳ و به کارگردانی جیمز لاپین است. در این فیلم بازیگرانی همچون مایکل جی. فاکس، ناتان لین، سیندی لاپر، کریستینا ویدال، دیوید کرامهولتز، پاولا گراچس، مری آلیس، هدر مک‌ری، بلیک مک‌گراث، روبن بلیدز، آیدا تورتورو، کریستین برنسکی، کوین زیگرز و مندی پتینکین ایفای نقش کرده‌اند.